# سام ستابس
سام ستابس : Sam Stubbs) هو لاعب كرة قدم بريطاني في مركز الدفاع، ولد في 20 نوفمبر 1998 في ليفربول في المملكة المتحدة. لعب مع نادي ميدلزبره.

## وصلات خارجية
- سام ستابس على موقع قاعدة بيانات كرة القدم.إي يو (الإنجليزية)
- سام ستابس على موقع Soccerbase.com (لاعب) (الإنجليزية)
- سام ستابس على موقع Soccerway.com (الإنجليزية)